# NGC 6005
NGC 6005 est un amas ouvert situé dans la constellation du Règle, presque dans la même direction que le centre de la Voie lactée. Il a été découvert par l'astronome écossais James Dunlop en 1826.
Selon la classification des amas ouverts de Robert Trumpler, cet amas renferme moins de 50 étoiles (lettre p) dont la concentration est moyennement forte (I) et dont les magnitudes se répartissent sur un intervalle moyen (le chiffre 2). Toutefois, selon le catalogue Lynga, l'amas renferme entre 50 et 100 étoiles (lettre m). Cependant, Lynga indique que l'amas renferme 35 membres. Cette contradiction entre la classification et le nombre de membres n'est pas rare dans le catalogue Lynga.

## Observation
Avec une magnitude visuelle de 10,7, on peut observer l'amas avec un télescope dont l'ouverture est d'au moins 150 mm.

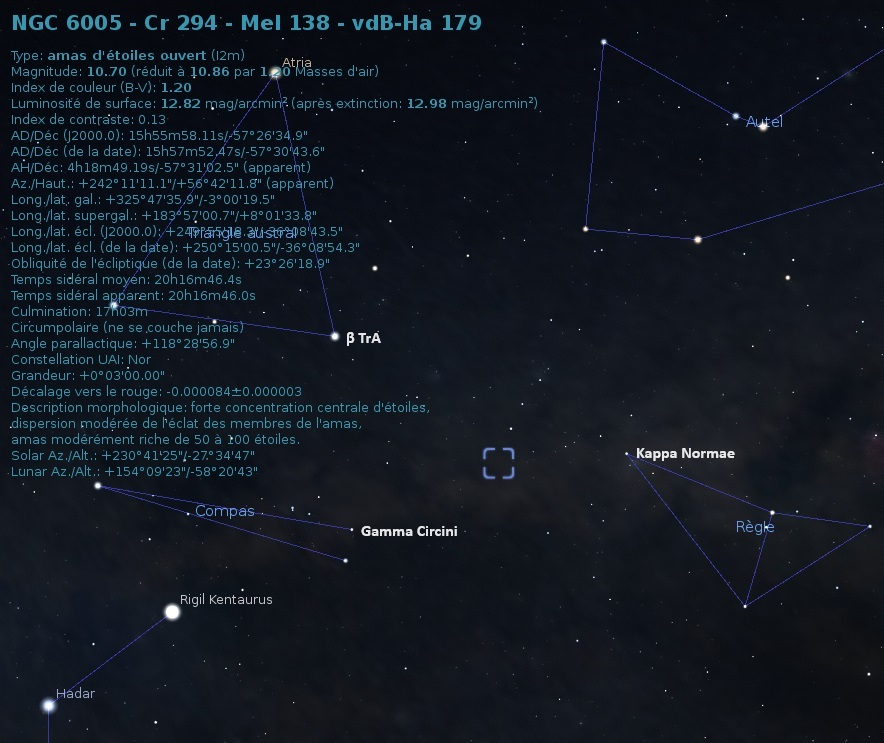
Localisation de NGC 6005 dans la constellation de Scorpion. (Stellarium)

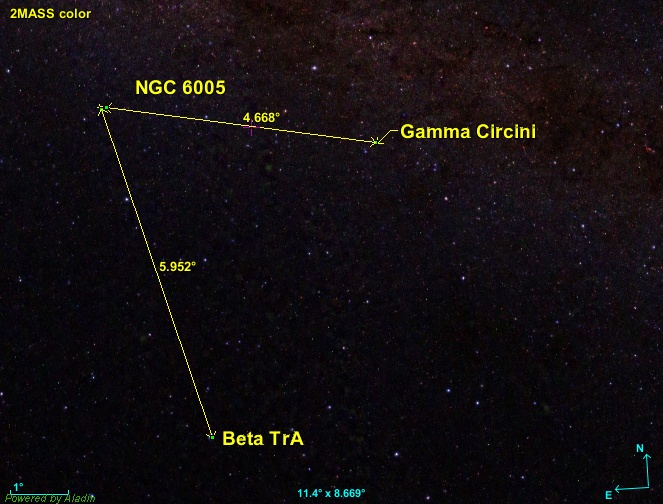
Position de NGC 6005 par rapport à deux étoiles.

NGC 6005 est situé à environ 4,7 degrés au nord-est de l'étoile Gamma Circini et à 6,0 degrés au nord-est de Beta TrA. L'amas NGC 5999 est situé tout près au nord-ouest de NGC 6005 (voir l'article NGC 5999).

## Caractéristiques

### Distance, taille et vitesse
La parallaxe moyenne des étoiles de l'amas a été obtenue des mesures effectuées par le satellite Gaia. Quatre valeurs différentes publiées dans de récents articles (2018 à 2021) sont indiquées sur la base de données Simbad : 0,376 ± 0,036 mas, 0,365 ± 0,065 mas, 0,362 ± 0,060 mas, et 0,362 ± 0,003 mas. La valeur moyenne de la parallaxe est égale à 0,366 3 ± 0,041 0 mas, ce qui correspond à une distance de 2 730 ± 51 pc.
Selon les sources, la taille apparente de l'amas est de 4,2′ ou de 5,0′, (4,6 ± 0,4') ce qui, compte tenu de la distance de 2 730 ± 51 pc et grâce à un calcul simple, équivaut à une taille réelle de 11,9 ± 1,3 pc.
La base de données Simbad indique six valeurs de la vitesse l'amas: −22,65 ± 0,75 km/s, −24,0 ± 1 km/s, −24,365 ± 1,423 km/s, −24,75 ± 0,35 km/s, −25,58 ± 0,48 km/s et −24,10 ± 1,30 km/s. La moyenne et l'écart-type ces valeurs sont de −24,2 ± 1,0 km/s.

### Mouvement propre
Simbad indique six couples de valeurs pour le mouvement propre de l'amas, dont quatre différents, mais très semblables, qui proviennent d'articles publiés entre 2018 et 2020. Ces valeurs en ascension droite et en déclinaison sont :
- −4,039 ± 0,076 mas/an et −3,814 ± 0,077 mas/an[9]
- −4,019 ± 0,132 mas/an et −3,801 ± 0,143 mas/an[10]
- −4,011 ± 0,120 mas/an et −3,810 ± 0,116 mas/an[11],[12]
- −4,011 ± 0,007 mas/an et −3,810 ± 0,008 mas/an[13]

Le mouvement propre moyen obtenu de ces quatre valeurs en ascension droite et en déclinaison est égal à −4,020 ± 0,013 mas/an et −3,809 ± 0,005 mas/an.

### Métallicité
Simbad rapporte quatre valeurs de la métallicité soit 0,22, 0,21, -0,101 et 0,19. Selon ces valeurs, le pourcentage d'éléments lourds (plus lourd que l'hydrogène et l'hélium) de cet amas est compris entre  de 79% (10-0,101) et 166% (10+0,22) de celui du Soleil.

### Âge
Webda et Lynga indiquent un âge de 1,2 milliard d'années (log10=9,08 = 109,08).

## Les étoiles de NGC 6005

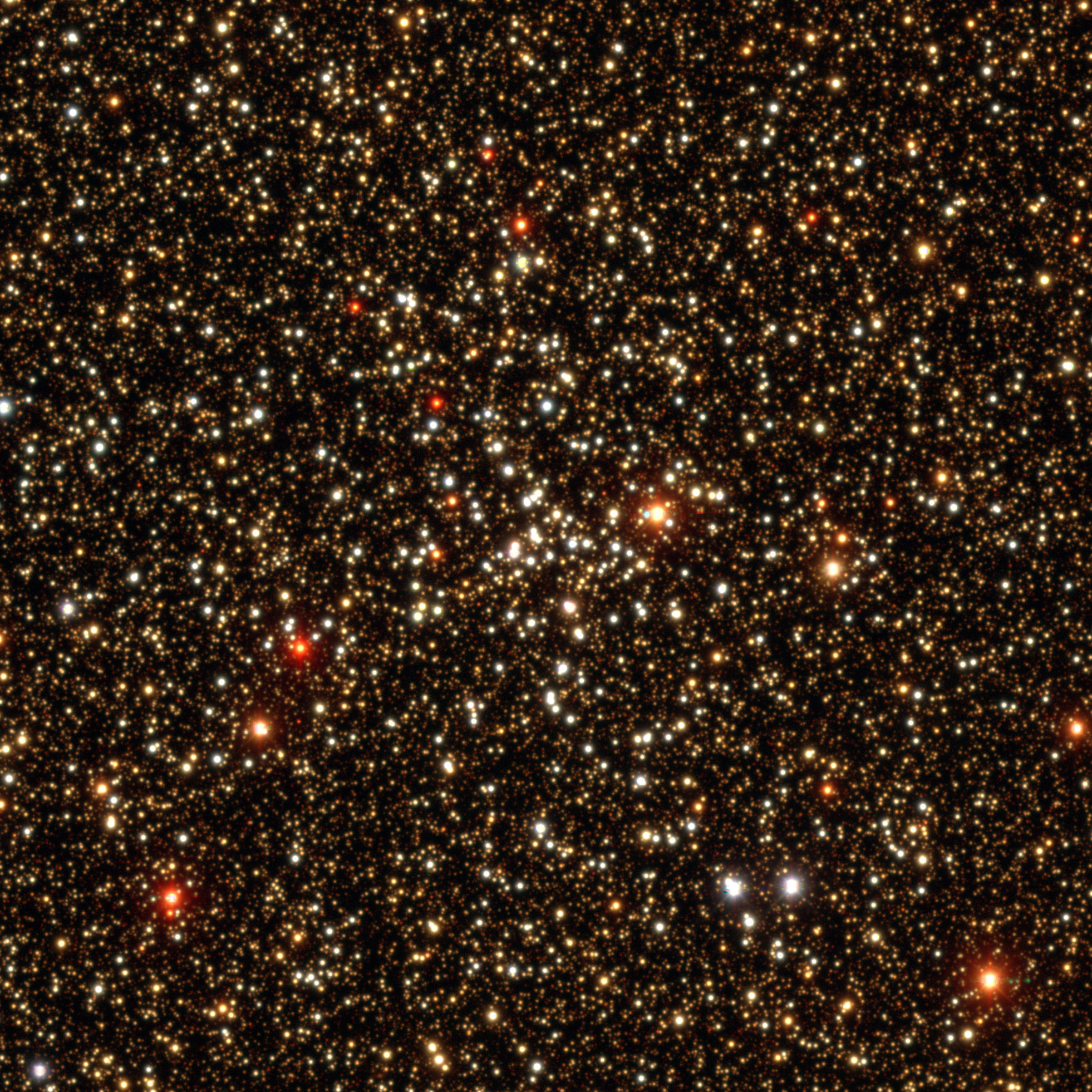
Image de NGC 6005 réalisée avec le Legacy Survey Sky Browser.

Selon Llorente et Morales-Morales-Durán, NGC 6005 renferme  au moins 16 étoiles  traînardes bleues.
Lynga publie une liste de 19 étoiles géantes rouges, mais il n'apparait que leur numéro. Peu d'études ont été réalisées sur cet amas. Les données (âge, distance, etc.) publiées WEBDA proviennent d'un article publié en 1998 par Piatti et al..
Simbad montre aussi un bouton nommé Children. En cliquant sur ce bouton, on atteint une section de cette base de données qui renferme un tableau contenant 877 entrées pour NGC 6005. Cependant, des étoiles (les Children) peuvent apparaître plusieurs fois dans la deuxième colonne du tableau, d'où le nombre de liens bibliographiques qui est supérieure au nombre d'étoiles. La quatrième colonne de ce tableau indique la probabilité que l'étoile appartienne à l'amas. En cliquant sur le titre de cette colonne, on peut classer la probabilité par ordre croissant ou décroissant. En cliquant sur la désignation de l'étoile, on atteint la page de Simbad qui résume ses propriétés.